# Schloss Le Breuil-en-Auge
Das Château du Breuil-en-Auge, ein Herrensitz aus dem 16. Jahrhundert, befindet sich in der Gemeinde Le Breuil-en-Auge im Département Calvados in der Region Normandie. In den früheren Wirtschaftsgebäuden wurde im 20. Jahrhundert eine Brennerei zur Verarbeitung der hier in der Umgebung angebauten speziellen Apfelzüchtungen eröffnet. Es ist seit 1933 als Monument Historique eingetragen.

## Beschreibung
Das Schloss ist ein U-förmiges Gebäude, dem in gleicher Größe ein entsprechender Wirtschaftsflügel gegenüber steht. Ein klarer Baustil ist durch die jahrhundertelange Nutzung und entsprechende Umbauten nicht zuzuordnen. Ein wenig Rokoko ist dabei, auch sind die Flügelenden im Fachwerkstil erhalten. Das Wohnhaus im Ostbereich der Fläche ist durch seine höheren pultförmigen Dächer erkennbar. In der Mitte der gepflegten Grünanlage befindet sich ein Springbrunnen. Umgeben wird die Bauanlage von einem früheren Wassergraben, über den eine Brücke mit überbautem Torboden führt. Eine aus Feldsteinen errichtete Mauer schützt das Anwesen.
Die Bewohner des Schlosses kümmern sich um die bauliche Erhaltung aller Gebäudeteile.

## Geschichte
Die Adelsfamilie Bouquetot mit dem Ritter Jean dem Dritten Bouquetot wurde im 16. Jahrhundert erster Besitzer der Anlage von Breuil (und Rabu). Jean Bouquetot ließ ein dreiflügeliges mehretagiges Wohngebäude errichten. Als Nächstes erbte seine Tochter Suzanne das Anwesen, die den Grafen Gabriel (den zweiten) de Montgomery heiratete. Sie blieben von 1611 bis 1658 Eigentümer des Schlosses. Es folgten weitere Besitzer wie Tancrède de Rohan oder die Familie Bence (1696 bis 1734).
Um das Jahr 1950 erwarb der Schweizer Konzern Diwisa die Schlossanlage und begann 1954 mit der Herstellung von Calvados. Im April 2020 kaufte eine französische Investorengruppe die gesamte Anlage und führte die Calvados-Herstellung intensiv weiter. Die Bewirtschaftung wurde der Familie Frédéric Dussart als CEO übertragen, der seinen Partner Roberto Montesano dazuholte.

## Wirtschaftstätigkeit

### Vor dem Calvados

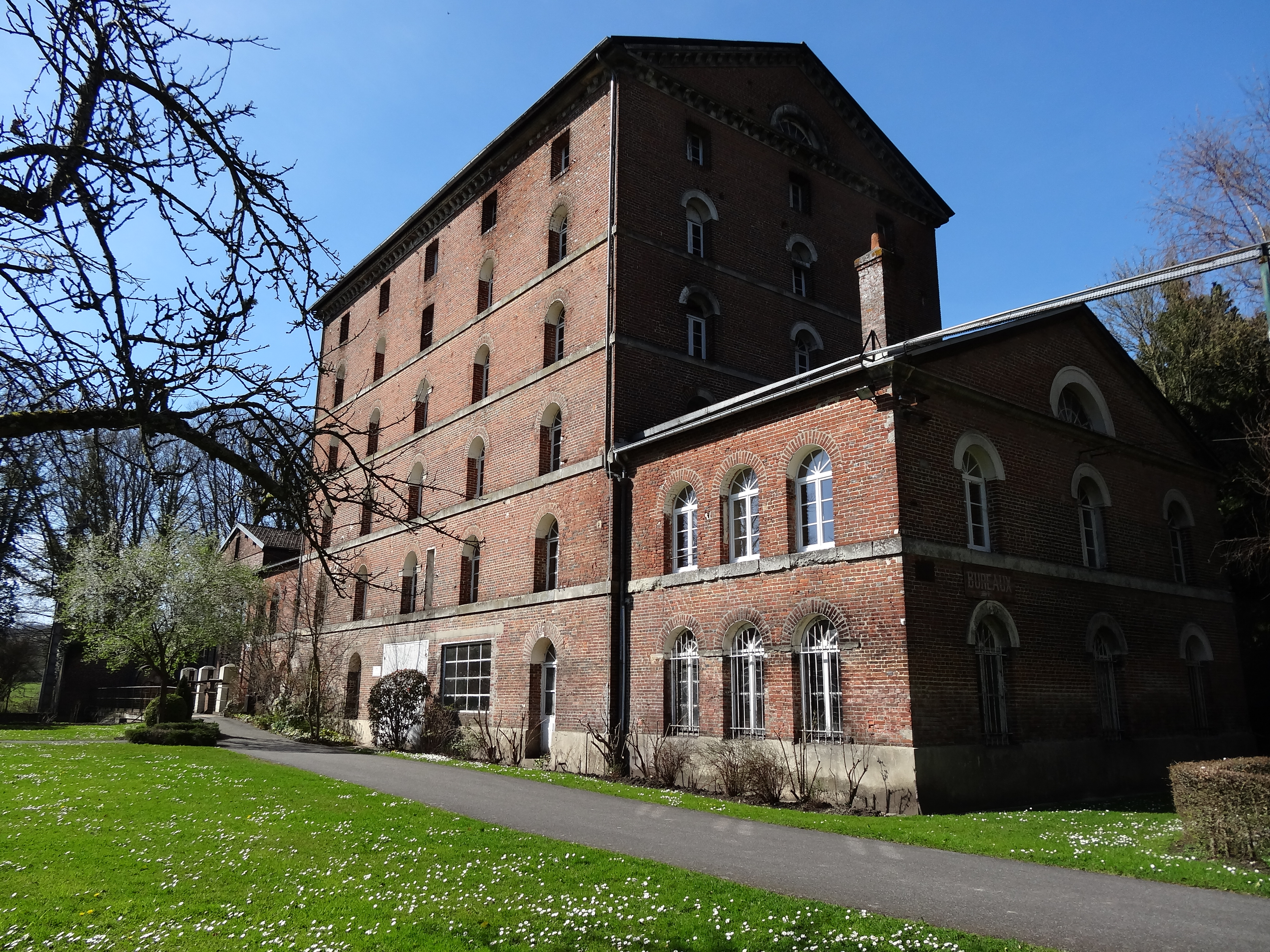
Lagergebäude und Brennerei in der alten Mühle

Zwischen dem 18. und 19. Jahrhundert ließen die damaligen Besitzer auf dem Grundstück in Nähe des Schlosses eine Wasser-Mühle errichteten. Zudem gründeten und betrieben sie eine Käserei, die nach dem Namen des Besitzers hieß: Blondel. Besonders bemerkenswert ist, dass hier die geklammerte Camembertbox aus Holz erfunden wurde, die inzwischen in der ganzen Welt bekannt ist. Der nächste Eigentümer, Schaal, änderte die Käserei in eine Schokoladenfabrik, die hier bis 1946 produzierte. Schließlich gründete der Comte de Tocqueville die Firma Saffrey, um hier Apfelweine herzustellen. Dafür wurden auf 42 Hektar Apfelbäume gepflanzt, die sich speziell zur Weinherstellung eignen.

### Brennerei
Mit dem folgenden Besitzer, Philippe Bizouart und der Schweizer Firma DIWISA, wurde 1954 aus der Apfelweinherstellung eine Brennerei, deren Haupterzeugnis den Namen der Region Calvados Calvados erhielt.
Die alten Bauten und Anlagen wurden zum Teil restauriert und dienen der notwendigen teilweise langjährigen Zwischenlagerung der gebrannten Erzeugnisse sowie den Besuchern als Anschauungsmaterial. Daneben führten und führen stetige Investitionen zu modernen Ausstattungen.
Besuchergruppen können eine Führung buchen, die mittels Audioguides in den wichtigsten Weltsprachen Informationen vermittelt. Das Schloss selbst ist für die Öffentlichkeit gesperrt.

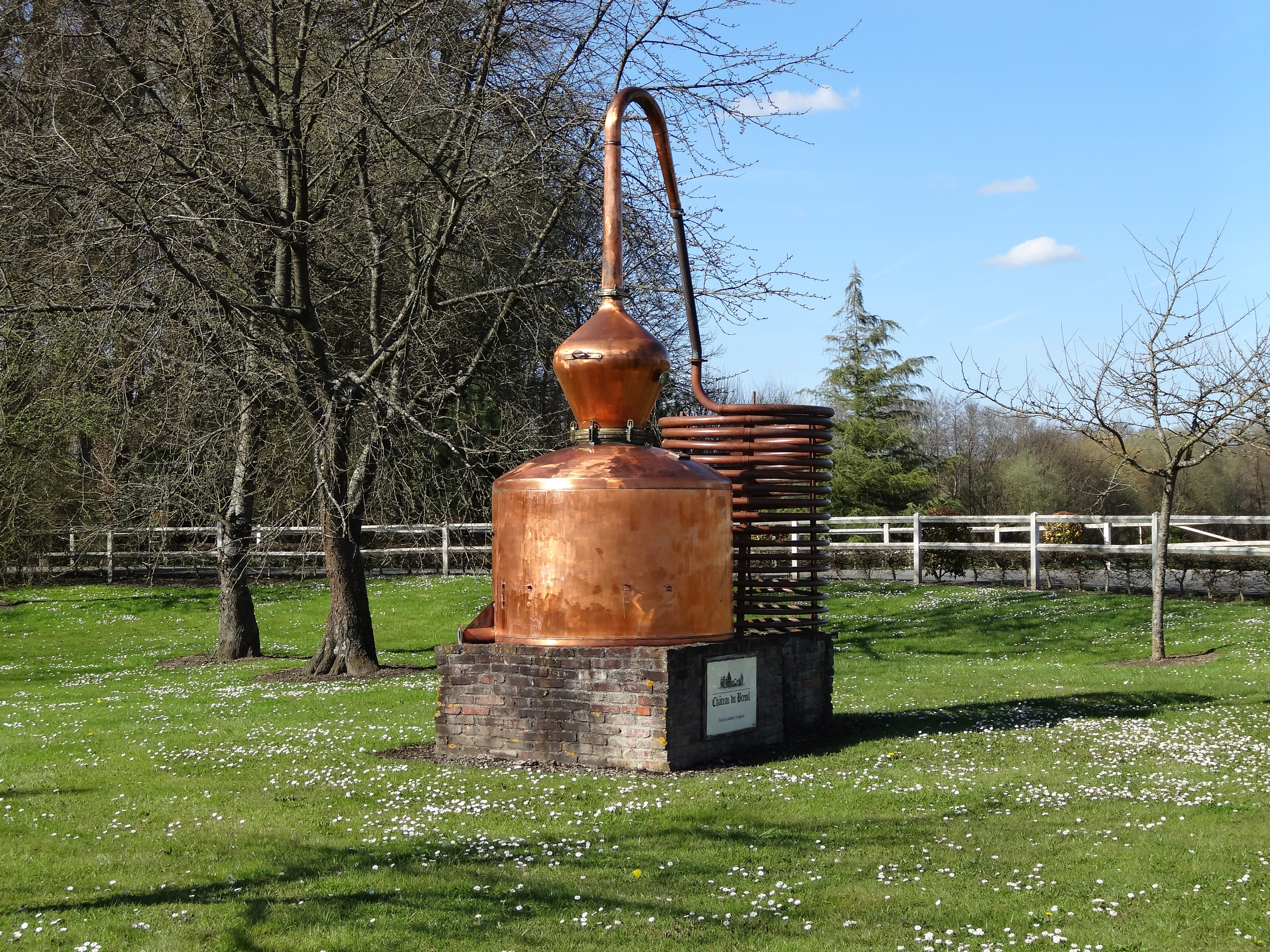
Brennkessel als Ausstellungsobjekt auf dem Gelände

## Produkte (Auswahl)
Von den 20 alkoholischen und weiteren Produkten seien die folgenden genannt:
- Calvados (Calvados Pays d’Auge) in verschiedenen Geschmacksrichtungen und Preisklassen,
- Weiß- und Rotwein,
- Liköre,
- Whisky und Rum in verschiedenen Geschmacksrichtungen und Preisklassen,
- Apfelkonfitüre mit Zusatz von 7 % Calvados (Pommes Calvados),
- Schokoladenpralinen mit Calvadosfüllung.